# アッペンツェル戦争
アッペンツェル戦争 (ドイツ語: Appenzeller Kriege) は、1401年から1429年までの期間にスイスのアッペンツェル地方で発生した戦闘の総称。ハプスブルク家やザンクト・ガレン修道院の封建的支配を、アッペンツェルの農民やザンクト・ガレンの職人らが打ち破った。

## 背景

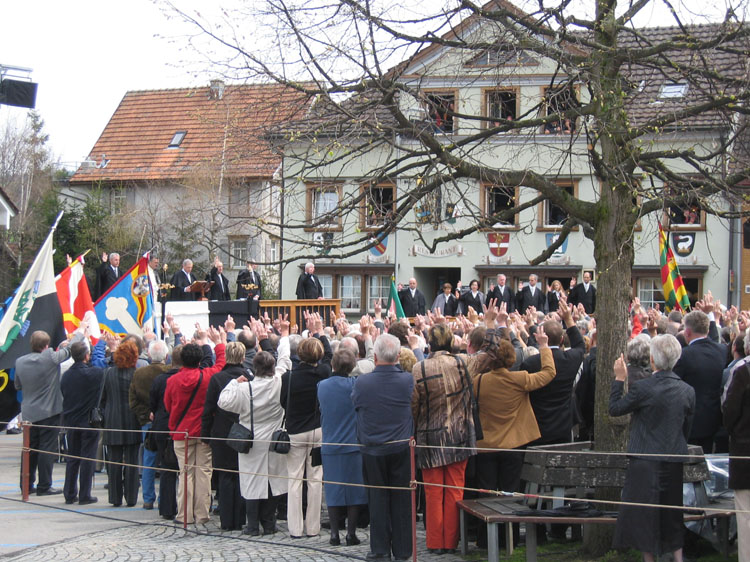
2005年のアッペンツェルでのランツゲマインデ。

アッペンツェル(ラテン語: abbatis cella、「修道院長の区域」の意) は、長らくザンクト・ガレン修道院の院長の私領として扱われていた。とはいえ、アッペンツェルではランツゲマインデ（市民の直接選挙による青空議会）が任命した評議会が市政を握っていた。スイス原初同盟の成功により、アッペンツェル市民はザンクト・ガレン修道院から派遣されていた名目的な総督をも追放しようと考えるようになった。1360年までに、アッペンツェルの農民と修道院の間では放牧権、一般税、十分の一税をめぐる対立が激化していた。1377年、アッペンツェル市はコンスタンツ市やザンクト・ガレン市の賛同の元でシュヴァーベン都市同盟への加盟を果たした。ザンクト・ガレン市も、隣接するザンクト・ガレン修道院とは度々対立していたのである。シュヴァーベン都市同盟の後押しのもとアッペンツェル市民はザンクト・ガレン修道院からの貢納や十分の一税などあらゆる要求を拒絶した。修道院長クノ・フォン・シュトッフェルはオーストリア公国のハプスブルク家に助けを求めて1392年に同盟を結び（1402年に更新）、対するアッペンツェル市も権利と自由を守るため1401年にザンクト・ガレン市と同盟を結んだ

## 戦争の勃発
アッペンツェル市民と修道院・総督の間の対立は激しさを増し、修道院側の執達吏が男性の衣服を手に入れるために死体を掘り起こすよう命じる事件などが起きた。ある日、ついにアッペンツェル市民は蜂起して修道院の領地を襲い、この執達吏らを追放した。市と修道院の間で行われた停戦交渉は決裂し、アッペンツェル市とザンクト・ガレン市はザンクト・ガレン修道院との主従関係の破棄を宣言した。しかし1402年、ハプスブルク家を恐れたシュヴァーベン都市同盟がアッペンツェル市を除名し、さらに同年のうちにザンクト・ガレン市も修道院と講和してしまった。しかしそれでもなおアッペンツェル市は修道院からの独立を宣言し、1403年にシュヴィーツ州と同盟を組んだ。シュヴィーツ州はスイス原初同盟の一員であり、14世紀にハプスブルク家を破った経験があった。グラールス市も援助自体は少なかったものの、市民が義勇兵としてアッペンツェル市に行くのを黙認した。一方、ザンクト・ガレン修道院に屈したシュヴァーベン都市同盟は軍を招集してザンクト・ガレン市に入って修道院軍と合流し、トローゲンへ向けて進軍した。1403年5月15日、この連合軍はアッペンツェル市に近いシュパイヒャーに入り、Vögelinsegg村の付近でアッペンツェル軍と遭遇した。わずか80人のアッペンツェル兵が丘から谷を挟んだ連合軍に攻撃を仕掛けてきたので、連合軍の中の500人が反撃を試みた。シュヴァーベン軍騎兵が丘の上へ駆け上がろうとした時、突如現れた2000人のアッペンツェル軍の奇襲を受けて潰走した。撤退中、連合軍のうち、5000人いた歩兵の大部分と600騎の騎兵がアッペンツェル軍に殺された。シュヴァーベン都市同盟はトゥールガウのアルボンで講和条約に調印したが、この平和は極めて短いものだった。

## アッペンツェル市の独立

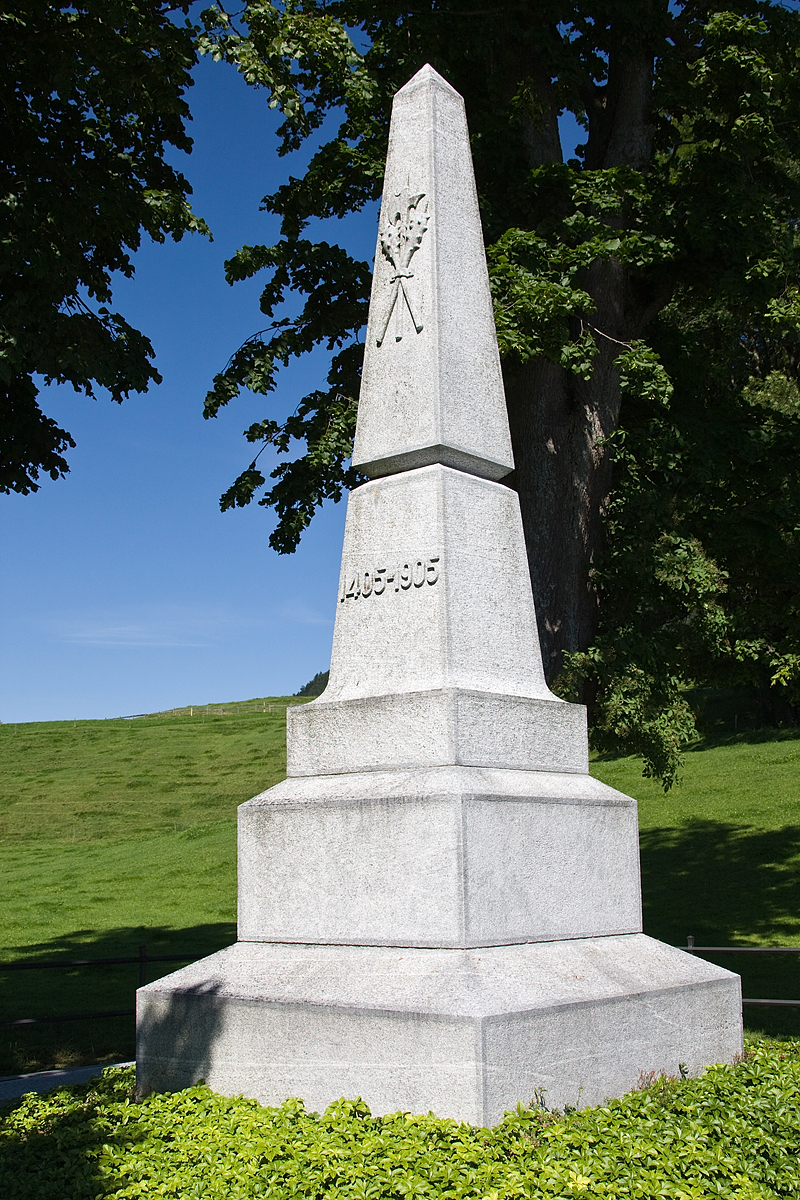
シュトス峠の戦いの記念碑

講和条約により、アッペンツェル市はライン峡谷やボーデン湖付近のザンクト・ガレン修道院領を獲得した。またザンクト・ガレン市もアッペンツェル市に再接近した。巻き返しを図る修道院に対し、オーストリア公フリードリヒ4世はオーストリア軍を援軍として出した。
1405年6月17日、オーストリア軍はアッペンツェル市の国境地帯であるシュトス峠でアッペンツェル軍に遭遇し、敗走した。これについて、アッペンツェルから女性たちが大挙して夫たちを助けに来たのをオーストリア軍がアッペンツェル軍の第二陣と誤認し撤退したという伝説があるが、これは後年の史料にしか登場しない話であり、史実性はないと考えられている
シュトス峠の戦いに勝利したアッペンツェル市は、ザンクト・ガレン市と同盟を結びなおした。この同盟は「海を越える同盟」（スイス語: Bund ob dem See 、海とはボーデン湖のこと）という通称で知られる。これにより、オーストリアのボーデン湖地域における影響力は大きく揺らいだ。1406年までに、同盟軍は60以上の城を落とし、うち30を破壊した。またザンクト・ガレン修道院長までも捕虜としたため、アッペンツェル市はコンスタンツ司教により破門された。
同盟軍が勢力を伸長している間に、オーストリアは体制を立て直した。また1406年9月11日、平民で構成された同盟軍に対抗するべく、周辺の貴族たちにより「聖イェルゲンの盾騎士団」（スイス語: Sankt Jörgenschild )が結成され、1407年に同盟に参加した都市ブレゲンツを包囲した。救援に向かったアッペンツェル軍は騎士団・オーストリア軍に敗北し、同盟は空中分解した。ザンクト・ガレン市とシュヴィーツ州はオーストリア軍の攻撃を避けるために貢納金を支払い、1408年4月4日にローマ王ループレヒトが同盟を解消させた。
講和条約において、ザンクト・ガレン修道院はアッペンツェル市への宗主権を放棄したが、納税の体制は変わらなかった。1410年までに和平は破られた。
1411年、アッペンツェル市は原初同盟の各邦（ベルンを除く）と防衛同盟を結び、修道院に対する地位を大きく向上させた。ただしこの時点でアッペンツェル市は原初同盟の準構成都市という扱いであり、正式加盟は1513年まで待つことになる。
翌1412年、アッペンツェル市は改めて修道院へのあらゆる納税を拒否した。1421年、原初同盟は仲裁に入ってアッペンツェル市に修道院へ税を納めるよう求め、ローマ王ジギスムントはアッペンツェル市に帝国アハト刑を宣告した。これをもアッペンツェル市が無視すると、市は聖務禁止に処されたうえで、トーゲンブルク伯フリードリヒ7世と聖イェルゲンの盾騎士団がアッペンツェルに向け進軍した。1428年12月2日、この連合軍はゴッサウ・ヘリザウ間でアッペンツェル軍を破った。1429年に結ばれた条約で、アッペンツェル市は修道院に「延滞していた」税の支払いを強いられたが、同時に今後こうした税が廃止されることとなった。アッペンツェル市はようやくザンクト・ガレン修道院から名実ともに独立を果たすとともに、原初同盟との結びつきを強めていった。